# الجامع (المخادر)

تعديل مصدري - تعديل

الجامع هي إحدى قرى عزلة السحول بمديرية المخادر التابعة لمحافظة إب، بلغ تعداد سكانها 464 نسمة حسب تعداد اليمن لعام 2004.